# Адский бункер
«Адский бункер» (англ. Outpost) — британский фильм ужасов 2008 года. Премьера состоялась 11 марта 2008 года в США, в России — 26 июня 2008 года. Сборы в России составили $310 720. Фильм имеет рейтинг R по системе MPAA.

## Сюжет
Интернациональный отряд наёмников сопровождает учёного Ханта в поисках таинственного бункера, скрытого в глухом лесу в одной из стран Восточной Европы (в Югославии). Добравшись до нужного квадрата, бывалые бойцы выходят на искомый объект, при этом подвергаясь чьей-то атаке. Не найдя следов, гильз или тела стрелка, они входят в бункер.
Исследуя объект, отряд обнаруживает странное существо — бледного человека, которому каким-то непостижимым образом удалось выжить. Отряд пытается выяснить, кто он такой, но контакт установить не удаётся — пойманный всё время молчит и отводит взор. Между тем учёный находит то, зачем приехал и чему посвятил последние 16 лет своей жизни: преобразователь поля и материи, с помощью которого в своё время немецкая армия пыталась создать сверхчеловека — суперсолдата, который способен становиться невидимым (дематериализовываться), преодолевать сотни миль без пищи и воды и становиться видимым там, где это нужно, например «у ворот Белого дома» (по словам одного из персонажей), заставая армию противника врасплох. Технология преобразования в суперсолдата такова: человека помещали в специально оборудованную комнату и облучали подводимыми к ней энергетическими полями, генерируемыми преобразователем, «как бы вплетая тело человека в электромагнитное поле» (цитата из фильма), после чего в качестве теста расстреливали. Подопытный оживал и приобретал сверхъестественные способности. Как выяснилось, эксперимент прошёл практически удачно, но главной и самой страшной новостью для отряда стало то, что в этом бункере до сих пор обитают такие сверхлюди — когда-то живые солдаты специального отряда СС, а ныне зомбированные монстры, появляющиеся из ниоткуда и умеющие делать только то, чему их учили — убивать, а найденный ими выживший оказывается бригадефюрером СС, командиром зомбированных солдат СС. Учёный и шестеро стрелков оказываются заложниками адского бункера, а сверхсолдаты начинают уничтожать одного за другим. Военная миссия превращается в настоящую резню. После того как от отряда осталось четыре человека, учёный решает, что сможет использовать преобразователь для остановки экс-солдат нацистской Германии, подводит к аппарату питание и запускает его. Испустив всего один пучок энергии, аппарат вышел из строя, остановив убийц всего лишь на несколько секунд.
Фильм заканчивается прибытием огневой группы поддержки — уже профессиональных военных, которые вновь находят того самого одного-единственного выжившего, и ужас нацистского бункера, который неспособны превозмочь.

## В ролях
| Актёр          | Роль                                                                     |
| -------------- | ------------------------------------------------------------------------ |
| Джулиан Уэдэм  | Хант                                                                     |
| Рэй Стивенсон  | DC, бывший мичман Морской пехоты Великобритании                          |
| Ричард Брэйк   | Прайр, бывший боец Морской пехоты США                                    |
| Пол Блэр       | Джордан, бывший боец Иностранного легиона                                |
| Бретт Фэнси    | Тактаров ("Так"), бывший боец Группы «Альфа»                             |
| Энок Фрост     | Коттер, бывший бельгийский миротворец                                    |
| Джулиан Риветт | Войтех, бывший солдат ЮНА                                                |
| Майкл Смайли   | Маккей ("Мак"), бывший британский десантник                              |
| Джонни Мерес   | бригадефюрер Гётц, командир отряда войск СС, предводитель зомби-нацистов |